# Zubní kartáček

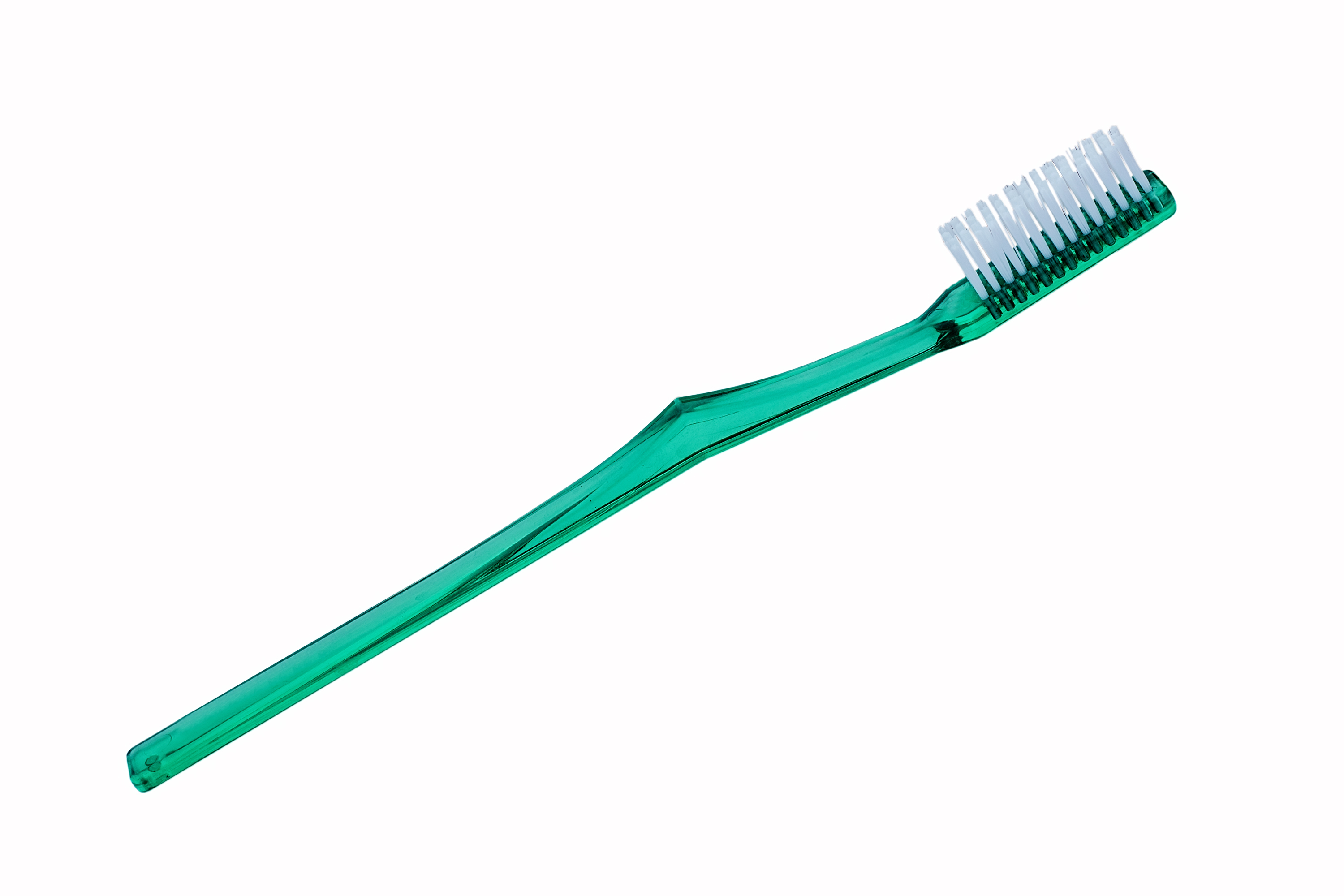
Běžný zubní kartáček

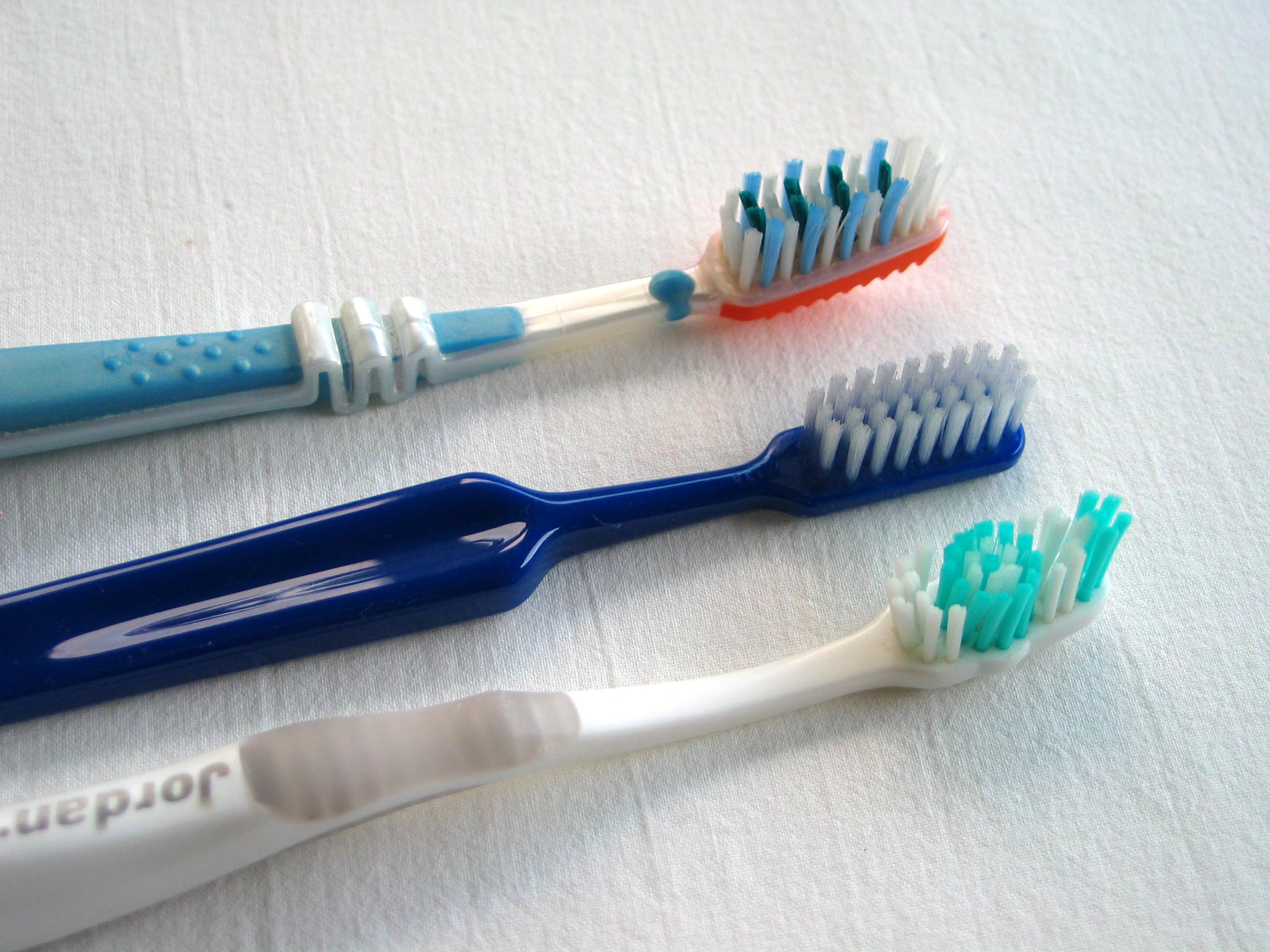
Několik různých zubních kartáčků

Zubní kartáč nebo zubní kartáček je kartáč používaný na čištění zubů. Zubní pasta, často obsahující fluorid se obvykle vytlačí na zubní kartáček pro lepší čištění. Většina zubních lékařů[zdroj?] doporučuje používání zubního kartáčku označeného jako „Soft“ (jemný či měkký), protože tvrdší kartáčky mohou narušit zubní sklovinu a podráždit dásně.
Zubní kartáčky se nejčastěji vyrábějí ze syntetického vlákna.
O svůj chrup pečovali již před 3500 lety Babyloňané, používali jakési klacíky.
Vynález zubního kartáčku je přisuzován Číňanům kolem roku 1500 př. n. l., kteří do bambusové nebo kostěné rukojeti vkládali štětiny divokého kance.
Firma DuPont představila 24. února 1938 první zubní kartáček se syntetickými vlákny (nylon).

## Kartáček na zuby
Kartáček na zuby je plochá tyčinka z plastu či dřeva s rukojetí a hlavičkou, do které jsou vsazeny štětinky. Před čištěním se na ně nanese z tuby trochu zubní pasty.
Hlavičky zubních kartáčků se liší. Záleží na výrobci a na aktuální módní novince (například odpružené hlavičky). Dále se ke štětinkám instalují např. gumové proužky, štětinky mají různé délky apod.
Správný[ujasnit] zubař doporučí vyhnout se všem výstřednostem[ujasnit] na kartáčku a dát přednost kartáčku s rovně zastřiženými štětinkami.[zdroj?]
Nejlepším způsobem užití zubního kartáčku pohyb od dásně směrem ke špičce zubu. Takto postupujeme celými ústy několikrát.[zdroj?] Tento způsob čištění je sice nejefektivnější, zato zabere spoustu času. Mnoho lidí proto dává přednost klasickému horizontálnímu „šoupání“ ze strany na stranu. Studie z University College London poukázala že rady týkající se techniky a frekvence čištění zubů, které uvádí 10 národních stomatologických asociací, firmy vyrábějící zubní pasty a kartáčky a učebnice zubního lékařství, nejsou konzistentní.

## Elektrické zubní kartáčky
Jsou určeny pro pacienty méně manuálně zručné a handicapované.[zdroj?]
Mohou mít výměnné, otočné, různě velké a tvarované hlavy, různou měkkost vláken, irigátor. Existují dva typy: sonické a oscilační (oscilační svým rotačním pohybem mohou poškodit dásně).